# 莫理循

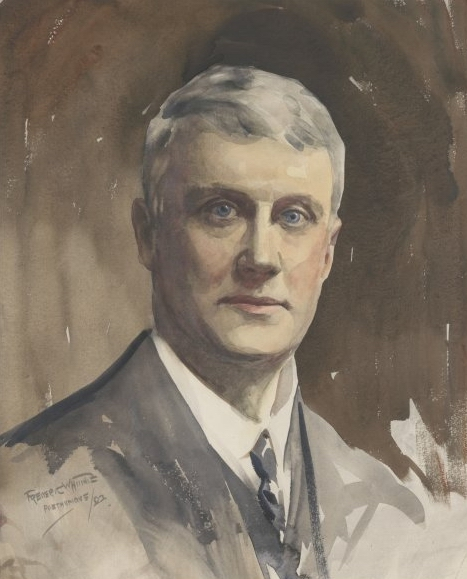
1902年由Frederic Whiting所作画像

莫理循，本名喬治·厄內斯特·莫里森（英語：George Ernest Morrison，1862年2月4日—1920年5月30日），英語圈通稱G.E.莫理循，蘇格蘭裔澳大利亞人，1887年畢業于愛丁堡大學醫科。他是一位與近代中國關係密切的旅行家及政治家。其子伊恩是著名戰地記者，1950年在韓戰戰場中地雷身亡。

## 生平

### 早年
莫理循出生于澳大利亚维多利亚州的吉朗的苏格兰移民家庭。自幼喜欢冒险，18岁时曾孤身一人徒步穿越澳洲大陆，在123天内走了2000英里。1883年，他前往新几内亚进行探险，结果遇到土著人袭击，被长矛刺中，被送到苏格兰爱丁堡就医，才取出了长矛的倒刺。随后他在爱丁堡完成了医学学习。
此后他以医生的身份先后到西班牙、摩洛哥等地探险。1893年，莫理循到达远东，先在日本呆了一段时间。次年在中日甲午战争爆发前夕来到中国。

### 旅居中国

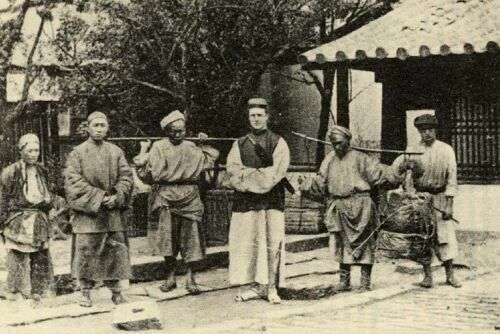
莫理循攝於中國西部

莫理循來中國後，于1894年由上海動身，经长江到达中国西南内陆，后循陸路到仰光，为时半年，完成著作《中国风情》，1895年在英出版后引起西方广泛关注。同年大清國與日本發生甲午戰爭，遠東成為世界關注之焦點，莫理循因此被《泰晤士报》聘請为记者，直到1912年。开始以“中国的莫理循”、“北京的莫理循”而闻名。1896年從曼谷到昆明，次年又作橫穿東三省的旅行。1897年以後駐北京。1900年他協助駐北京的外國使節對抗義和團長達55天的圍攻。
1907年，从北京穿越中国到法屬安南东京。1910年，从缅甸穿越中国西北到突厥斯坦總督區的安集延。
1911年，武昌起义后，莫理循是第一个以“革命”这个词向外部世界报道的西方记者。
1912年，莫理循接受中国政府的邀请，出任袁世凯的政治顾问，一直当到第四任总统徐世昌时期。袁世凯称帝后，将“王府井大街”改名为“莫理循大街”。1919年，莫理循以中国政府代表团顾问身份出席巴黎和会。

### 病逝于英国
巴黎和会后，莫理循感到身体不适，辞职前往英国德文郡定居，1920年5月30日病逝，享年58岁。
莫理循亲历了从近代中国从戊戌变法到巴黎和会的历史进程，是中国清末民初历史转型期的见证人。

## 著作
莫理循的《中國風情》（An Australian in China ）描寫了他親自從上海啟程沿長江進入四川、雲南到緬甸的旅途見聞，記述了晚清各地社會、經濟、文化及風俗，其中既有官僚階層，亦有市井鄉民，以及在華的傳教士和商人，展示了大變革之前清末社會的生動場景。

## 后世
- 从1897年到1917年，莫理循收集了有关亚洲，特别中国的各种书籍达2.4万册。这些书籍在1917年被日本三菱财阀第三代主持人岩崎久弥以3.5万英镑买下，运往东京，并以此为基础建成了有“东方学家的麦加”之称的东洋文库。
- 莫理循在北京的故居王府井大街271号（旧时的门牌是王府井大街100号），现为北京市亨得利钟表总店的主要门店[1]。